# Hectopsylla knighti
Hectopsylla knighti är en loppart som beskrevs av Traub et Gammons 1950. Hectopsylla knighti ingår i släktet Hectopsylla och familjen Tungidae. Inga underarter finns listade i Catalogue of Life.